# 多芸村
多芸村（たぎむら）は、かつて岐阜県養老郡に存在した村である。
現在の養老郡養老町の北部であり、牧田川沿いの村である。村名はかつての郡名の多芸郡に由来する。
現在の泉町、三神町、滝見町、直江、飯積、金屋などである。

## 歴史
- 江戸時代末期、この地域は美濃国多芸郡であり、大垣藩領、天領などであった。
- 1897年（明治30年）4月1日[1] - 郡制に基づき多芸郡の一部と上石津郡が合併し、養老郡となる。
- 1897年（明治30年）4月1日 - 多岐村、北大墳村、直江村、飯積村、金屋村 が合併し発足。
- 1954年（昭和29年）11月3日 - 高田町、養老村、広幡村、上多度村、池辺村、笠郷村、小畑村、日吉村、合原村の一部と合併し養老町が発足。同日多芸村廃止。

## 小字
- 大字直江
  - 山鳥、大柳、中瀬古、枯木、村下、東川原、経堂、枠池、新屋敷、右衛門郷、河間田、一町田、榎町、喰地、一斗割、薊野、割田、広面、中原、野割、内野、向野
- 大字金屋
  - 西川原、村之内、太夫田、井之上、熊竹、平塚、広割、池田、小物成、大三戸
- 大字飯積
  - 村西、村前、棚場、横長、川原、鍛冶屋田、石瀬儀呂、広割、西細割、東細割、岡田口、一本木、赤池、貝割、起、小物成
- 大字多岐(小字多岐墳:旧多岐墳村)
  - 中屋、枯木、前田、南郷
- 大字多岐(小字高畑:旧高畑分)
  - 将基頭、豆川原、松原、川向
- 大字大墳
  - 中川原、枯木、中屋

## 学校
- 多芸村立多芸小学校（1970年に統合され、現・養老町立養北小学校）

## 神社・仏閣
- 多岐神社
- 御井神社